# Гэнахадата
Гэнахадата (устар. Гэна-Ходата) — река в России, протекает по территории городского округа Воркута Республики Коми и Приуральского района Ямало-Ненецкого автономного округа. Устье реки находится в 49 км по правому берегу реки Большая Хадата. Длина реки — 11 км.

## Название
С зырянского Гэна — «шерсть, пух, травянистая», с ненецкого Хадата — «Еловая». Гэнахадата — «Еловая, заросшая травой, травянистая»

## Данные водного реестра
По данным государственного водного реестра России относится к Нижнеобскому бассейновому округу, водохозяйственный участок реки — Обь от города Салехард и до устья, речной подбассейн реки — бассейны притоков Оби ниже впадения Северной Сосьвы. Речной бассейн реки — (Нижняя) Обь от впадения Иртыша.
Код объекта в государственном водном реестре — 15020300212115300034241.

## Фотографии

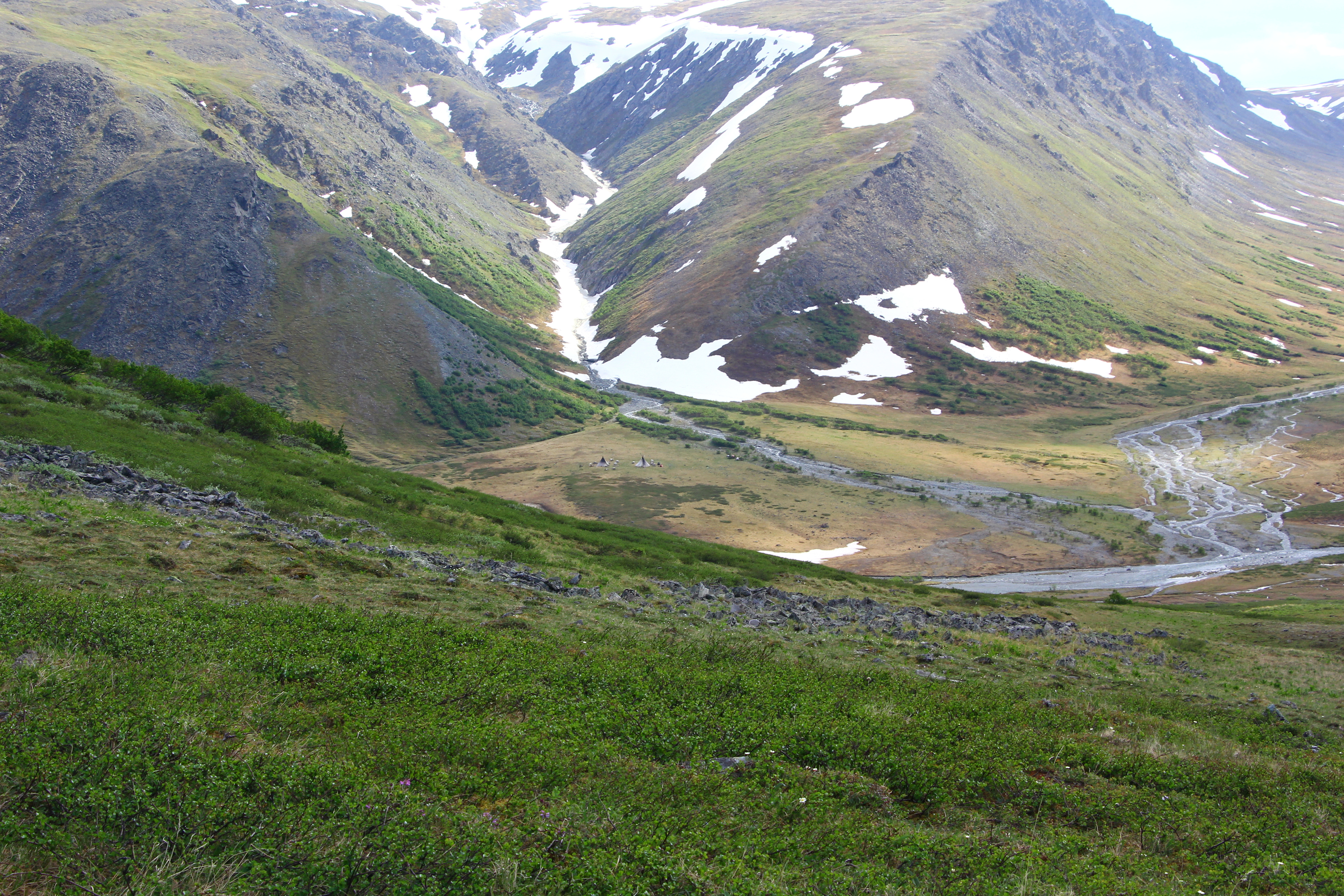
Река Гэнахадата с притоками
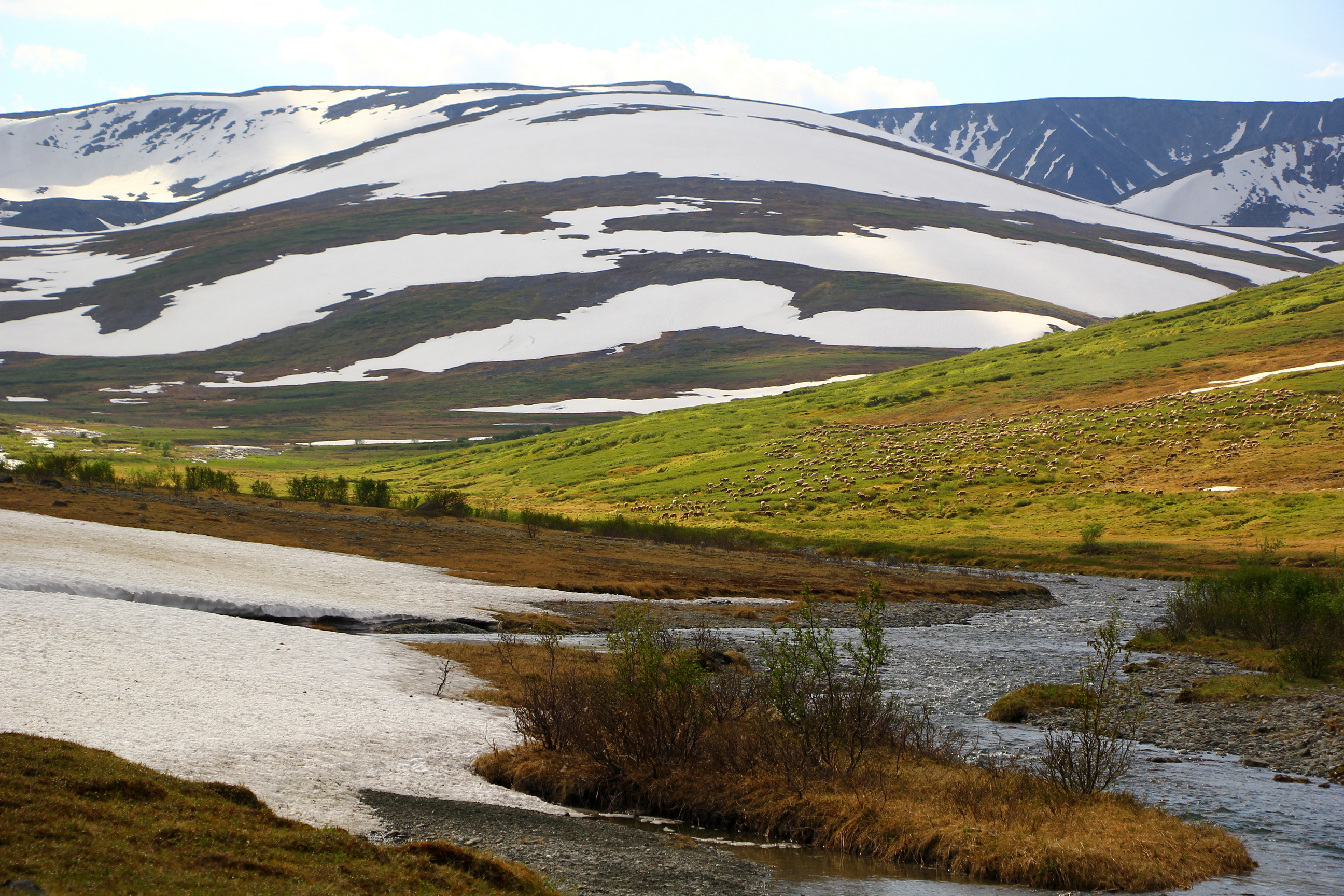
Снежники в июле у берегов Гэнахадаты